# أمبروز كارمايكل
أمبروز كارمايكل هو سياسي أسترالي، ولد في 19 سبتمبر 1871 في هوبارت في أستراليا، وتوفي في 15 يناير 1953 في Darlinghurst ‏ في أستراليا. نشط حزبياً في حزب العمال الأسترالي. وقد انتخب عضو الجمعية التشريعية لنيو ساوث ويلز ‏.